# Odorrana ishikawae
Odorrana ishikawae es una especie de anfibio anuro de la familia Ranidae.

## Distribución geográfica
Esta especie es endémica de las islas de Okinawa en el archipiélago de Nansei en Japón.
Los especímenes de las Islas Amami pertenecen a Odorrana splendida.

## Descripción
Esta  especie es una rana con formas esbeltas, mide de 88 a 106 mm para los machos y de 105 a 117 mm para las hembras. No tiene protuberancias dorsales mientras que los sacos vocales son claramente visibles en la raíz de la boca.

## Reproducción
La colocación tiene lugar de enero a mayo. Las hembras ponen alrededor de mil huevos de color crema con un diámetro de 2.9 a 3.5 mm.

## Etimología
Esta especie lleva el nombre en honor a Chiyomatsu Ishikawa.

## Publicación original
- Stejneger, 1901 : Diagnoses of eight new batrachians and reptiles from the Riu Kiu Archipelago, Japan. Proceedings of the Biological Society of Washington, vol. 14, p. 189-191[5]